# 槽茎杭子梢
槽茎杭子梢（学名：Campylotropis sulcata）为豆科杭子梢属下的一个种。

## 扩展阅读
- 維基物種上的相關：槽茎杭子梢